# Port lotniczy Maiana
Port lotniczy Maiana (ICAO: MNK, ICAO: NGMA) – port lotniczy położony na atolu Maiana, w Kiribati.